# Rousson (Gard)
Rousson (okzitanisch: Rosson) ist eine französische Gemeinde mit 4437 Einwohnern (Stand: 1. Januar 2022) im Département Gard in der Region Okzitanien. Sie gehört administrativ zum Arrondissement Alès.

## Geographie
Rousson ist eine banlieue etwa sechs Kilometer nordöstlich von Alès am Fluss Avène. Im Nordosten wird die Gemeinde vom Auzonnet begrenzt, wie der Oberlauf des Auzon hier genannt wird. Umgeben wird Rousson von den Nachbargemeinden Saint-Jean-de-Valériscle und Les Mages im Norden, Saint-Julien-de-Cassagnas im Nordosten, Allègre-les-Fumades im Osten, Servas und Salindres im Süden, Saint-Privat-des-Vieux im Süden und Südwesten, Saint-Julien-les-Rosiers im Westen sowie Saint-Florent-sur-Auzonnet Nordwesten.
Am westlichen Gemeinderand führt die Route nationale 106 entlang.

## Bevölkerungsentwicklung
| Jahr      | 1962 | 1968 | 1975 | 1982 | 1990 | 1999 | 2006 | 2017 |
| --------- | ---- | ---- | ---- | ---- | ---- | ---- | ---- | ---- |
| Einwohner | 1232 | 1389 | 1719 | 2271 | 3164 | 3019 | 3396 | 4186 |

## Sehenswürdigkeiten

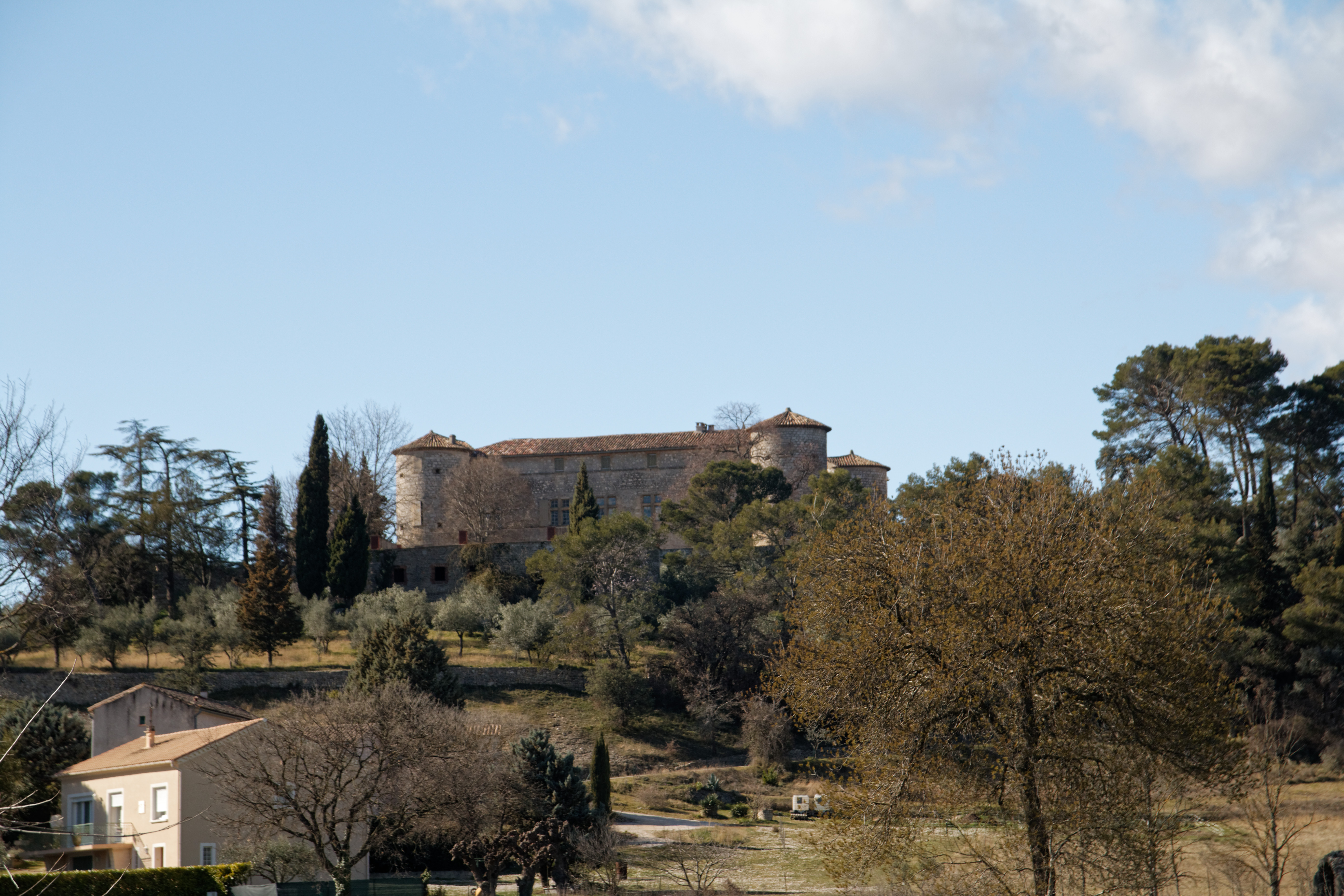
Schloss Rousson

- Kirche Saint-Martin, seit 1963 Monument historique
- Schloss Rousson, seit 1972 Monument historique
- Vorgeschichtliches Museum
- Aussicht von Castellas auf die Cevennen